# Oghuzové
Oghuzští Turci nebo Oghuzové, též Oguzové (turecky a ázerbájdžánsky Oğuzlar, uzbecky Oʻgʻuzlar, kazašsky Оғыздар, Oğyzdar, řecky Ονξοι → Oufi, persky اغوز → Oghūz, arabsky أوغوز → Ūghūz a varianty: Ghuzz, Guozz, Kuz, Oğuz, Okuz, Ouz, Ouzoi, Uğuz a Uz) byli raně-středověkou historickou kmenovou konfederaci turkiců ve střední Asii. Je třeba poznamenat, že řecké zdroje používaly jméno Oufi (nebo Ouvvi) označujíc Oguzské Turky, jménem, které také používaly k označení asijských Hunů čili Siung-nuů. Oguzové migrovali na západ z oblasti Žety-su (česky Sedmiříčí) po střetu s karluckou (3-Oguzové) větví Ujgurů. Západní hranicí jejich území se pak na čas stalo Kaspické moře. Potomky Oguzů byli i pozdější zakladatelé několika různých států, například Ghaznovské říše, Seldžucké říše, Rúmského sultanátu, Chórezmské říše, Osmanské říše a několika dynastií, Safíovské dynastie, Afšárovské dynastie, Kádžárovské dynastie a dalších. Termín og-uz dnes přetrvává v označení pro jihozápadní skupinu turkických oguzských jazyků.

## Původ

### Sága Ogurů a Oguzů
Bez pochopení ságy Ogurů a Oguzů (烏古斯人) je historie znehodnocena, zvláště když evropští historici používají termín jako „někde v hloubce Asie“ nebo „v šedi věků“. Ogurové jsou bratři Oguzů. Pravděpodobně od počátku rozdělení (nejdříve v 3. století př. n. l.) jejich společný prototurkický jazyk se začal rozcházet poněkud foneticky. Kvalifikovanou odlišnosti jsou změny přízvuku na začátku slov „Ogurského“ ‚dž,d,g‘ na „Oguzské“ ‚j,i‘ (například: Džilan, Dilom, Gilan → Jilan je označení „hada“ atd.) a v ostatní části slova ‚r‘ na ‚z‘.
Lingvisté naznačují, že aplikace tohoto jednoduchého starověkého jazykového pozorování umožňuje diskriminaci a klasifikaci jazyků přímo a snadno. Tyto rozdíly byly atestovány domorodými názvy, které tradičně spojujeme s nejlidnatější subdivizemi s profesním nebo geografickým umístěním: Burtas (jak včelí úl), Agačery (Agathyrsi – lesní muž), Suas (Čuvaš – jak voda), Madžar (Maďar – lesní muž), Tauar (Tochař – horský muž), Suvar (Sabir – vodní muž) atd.
Již Hérodotos (484 př. n. l.–425 př. n. l.), popisuje detailně starověké Skýtské Agačery (Agathyrsi), kteří, stejně jako Sabiři-Suvaři, mluvili jazykem ogurské větve. Později to taky potvrzuje starověký řecký zeměpisec Ptolemaios (85–165). Staré západní zdroje umísťují starověké západní ogurské kmeny ve stepích východní Evropy a na Středním východě, zatímco čínské zdroje umísťují jejich soudobé východní ogurské kmeny ve stepích Střední Asie a pouště Taklamakan. Ptolemaios se zmiňuje o řece Jajik (Ural), jako o řece Džajik v „Ogurském dialektu“, a potvrzuje že Ogurové jsou předci Bulgarů, Kangarů, nebo Hunů žijících před 2. stoletím mezi západní Sibiři a stepích Itilu.
V další kapitole dějin se setkáváme s Ogurskými Huny již v manželských svazcích s Ogurskými Ujgury. Východní a západní Hunové patřili k ogurské jazykové rodině. Ujgurové, kteří patřili k tie-lejským kmenům, byli ze skupiny Ogurů. Podstatné je, že tie-lejské kmeny nebyly nutně všechny Oguzské a že ze všech tie-lejských kmenů Ogurských Hunů se vyčlenil další tie-lejský ogurský kmen Ujgurů v manželských svazcích. Turci a další oguzské kmeny ve 2. století př. n. l. zůstávají mimo ogurskou strukturu moci na úkor ogurských kmenů. Ve východní Evropě Oguři pokračovali ve své nadvládě až do arabských válek. Třicetiletá posloupnost válek zdecimovala celé místní obyvatelstvo. Dominance Ogurů je proměnila v uprchlíky v jejich vlastní zemi, a vedla k přílivu jejich východních sousedů Oguzů. Ačkoli jazykově převládající ogurská většina ve východní Evropě přežila do 15. století, stala se stále více ovlivněna oguzskými jazyky Pečěněhů, Oguzů a Kypčaků. To znamená, že kmenová etnonyma jsou starší než -‚r‘/-‚z‘ rozdělení, a kmeny, jejichž jméno končící na -‚ar‘/-‚er‘/-‚ir‘/-‚ur‘ nemusí nutně patřit do ogurské skupiny.
Bez kladných důkazů, v žádné době by se nemělo předpokládat že Ogurové byli výhradně Ogurové, a odpovídajícím způsobem Oguzové byli výhradně Oguzové. Jednou z nejčasnějších turkických konfederací souhrnně známá pod názvem Tuchsové čili Tocharové, může být zahrnuta do Oguzských Aseů a Ogurských Bulgarů a Sabirů-Suvarů (Sabaroi). Označení „Azští Bulgaři“ může naznačovat jejich bývalou politickou příslušnost, a nikoli jejich jazykové vlastnosti, přesně jako etnicky různé kmeny Turkutaských kaganátů nesly ethnonym „Türk“. Subjekty kmene Azů/Asů, se samostatným tématem, z asyrštiny jako „Az-kiši“, byly historicky spjaté s téměř každým v oblasti Střední Asie, zasahující až na Střední východ, do střední Evropy a na Dálný východ. Z historických záznamů se zdá, že ‚r‘/‚z‘ rozdělení došlo v rámci kangarských kmenů, produkci dvou pra-ethosů, Kangarů a Azů. Tito Azové se nacházeli severně od Kangarů, nebo alespoň zaujímali vyšší nadmořskou výšku horských oblastí, s blízkostí horské tajgy, zatímco Ogurští Kangaři dávali přednost otevřené stepi Kazachstánu a Taklamakanu – Tarimská pánev.
Pro historické období je několik svědectví že Ogurové a Oguzové koexistovali ve stejných politických organizacích, volně se míchali a sjednocovali. Tie-lejská domorodá větev Bulgarské, Turkutské, Chazarské, Kimäcké, Kypčacké, taktéž i Ogurské Ujgurské a Oguzské Kyrgyzské konfederace (kaganáty), a taky Turkické konfederace (svazy, unie, kaganáty) a její potomci, zahrnovala jak ogurské, tak i oguzské kmeny.

### Pojmenování a etymologie Oguzů
Jméno „Oguz“ je možné datovat od nejstarších dob. Čínské prameny z 2. století př. n. l. se zmiňují o kmeni O-Kut (v té době to bylo jméno „Turek“). Je to čínská verze domorodého jména, která se v turkických jazycích nazývá Ogur, protože některé Turkické kmeny vyslovovali hlásku ‚z‘ jako ‚r‘. Oblasti jako Tarbagataj a Kobdo, kde čínské zdroje uvádějí osady O-Kutů, jsou známé jako Turkická území.
Jméno „Oguz“ pochází ze slova „Ok“ → šíp, „Ok“ v turkických jazycích také znamená „kmen“. V té době byla tato slova přeložena do čínštiny jako „kmen“. Podle tohoto je slovo „Oguz“ tvořeno připojením „Ok“ z koncovkou ‚z‘, což ve staroturkickém jazyku znamená ukončení v množném čísle. Slovo „Oguz“ nebylo etnické jméno a přímo znamená „Turkické kmeny“. Jako příklad by mohl být název z číslicí: On-Ok → deset kmenů → On-Okové → 10-Oguzové.
Název „Oguz“ byl poprvé použit v turkutských textech v prvním runovém nápise nalezeném na břehu řeky Barlyk (Ulu-Kem → runy u Jeniseje). Ten říká o „šesti oguzských kmenech“, které vstoupily do konfederace. Tyto nápisy naznačují, že v předchozím čase Oguzové žili v tomto údolí (u Jeniseje) a vytvořili spojení. Orchonské runové nápisy nedělají rozdíl mezi Oguzy a Turkuty neboli Modrými Turky, navíc Oguzové byli hlavní složkou turkutských kaganátů. Slovo 'Türk' je politický termín. V tomto ohledu jsou Oguzové a Turkuti neboli Modří Turci → Turci stejní.
Období Gök-tureckých kaganátů (Turkutské) se překrývá z obdobím Tchangů. V čínských zdrojích na základě písemností z období vlády Tchangů (po roku 618), Devět kmenů, v nápisech zvané „Devět Oguzů“, někdy „Devět turkických kmenů (Turkuti a modří Turci → Gök-Turci)“ se uvádějí jako „Turci devíti kmenů (Gök-Turci)“, a někdy jako „Devět tolesských kmenů“ či „Devět tolesských Oguzů“, což se rozumí stejně jako „Devět gök-tureckých Oguzů“. Tvořící kořeny Gök-Turků jsou v oguzských kmenech. Dále jsou Oguzové uvedeni nikoli samostatně (tj. „Oguzové“), ale jako „Kchuej-sing“ → „Devět kmenů“, a překlad slova „Oguz“ je uváděn jako „Tchu-ťüe“ → „Turek“, což svědčí o absenci nutnosti volat tuto skupinu dalšími názvy. Absence v památkách z doby prvního Turkutského kaganátu k použití jména „Oguz“ svědčí o tom taky.
Ne-oguzská pokolení (tj. „Ogurové“) nesla název „Turci“. Slovo „Turek“, byl politický název. Turkutský stát byl vytvořen starověkou vládnoucí dynastií turkických Ašinovců, s pomocí turkických skupin které ji obklopovali, organizovaných do svazku kmenů (tj. „Oguzové“). Zmatek, který vznikl v důsledku zmínky v islámských zdrojích o Ujgurech jako o „Devíti Oguzech“, je eliminován po přesné definici ujgurského pokolení a gök-tureckých „Devíti Oguzech“.

### Historie
Oguzské Turky můžeme považovat za předky dnešních Turků, Seldžuckých Turků, Turkmenů, Ázerbájdžánců a některých dalších národů. Původ je smíšený a komplikovaný. Utvořili se uvnitř Turkutských kaganátů z více elementů. Jádrem byly zřejmě severoíránské kmeny z přiaralských stepí, blízké k Parthům. Ty se pod turkutskou nadvládou spojují a mísí s kmeny tureckými, část mohla být i ugrofinského původu. Postupně ale všechny začaly mluvit turecky. Původním náboženstvím byl šamanismus.
Oguzské kmeny byly v příbuzenství s Pečeněžskými Kangary, z nichž někteří byli dohola vyholení a další, někteří byli s malými vousy. Dle knihy Attila a Nomad Hordes - Atila a kočovné hordy „Kimäkové jim vystavěli řadu vyřezávaných dřevěných pohřebních soch, obklopených jednoduchými kamennými monolity – Balbaly.“ Autoři knihy vzaly na vědomí, že „...Oguzští válečníci sloužili v Byzanci od 9. století. Sloužili dokonce i ve Španělsku a Maroku, a téměř ve všech islámských vojskách na Blízkém východě od jedenáctého století. Ti Uz'ové či Tork'ové kteří se usadili podél ruské hranice byli postupně slavizováni a jejich kavalerie 12. a počátku 13. století také hrála vedoucí roli v ruské armádě, kdy byli známí jako Karakalpak kmen čili Kara-kalpakové.“
Je známé, že počet domorodých seskupení nesoucích název Oguz, často s číslicí, reprezentuje množství kmenů sjednocených v kmenové unii. Jejich jméno znamenalo přibližně bílí (ušlechtilí) lidé.

## Tradiční dělení konfederace Oguzů
V seznamech Mahmúda Kašgarského (Mahmud al-Kāshgharī, 11. století) a zdrojích Rašíd al-Din Hamadaniho (14. století) byl Oguz později také turkický výraz pro „kmen“. Oguzští Turci se tradičně dělí na dvě hlavní skupiny: Bozok'y – Sivé šípy a Üčok'y – Tři šípy.
- Podle Oguz-kaganova dastanu, známého taky pod názvem Oguz-name,[2][pozn. 5] pocházejí z 24 turkomanských kmenů Oguzů. [pozn. 6]

### Oguzské kmeny podle Oguz-kaganova eposu
|  |  |  |  |                                        |                                        |                                        |                                        |                                        |                                        |  |  |  |  |                                       |                                       |                                       |                                       |                                       |                                       |  |  |  |  |                                         |                                         |                                         |                                         |                                         |                                         |          |  |  |  |  |  |                                          |                                          |                                          |                                          |                                          |                                          |  |  |  |  |                                          |                                          |                                          |                                          |                                          |                                          |  |  |  |  |                                     |                                     |                                     |                                     |                                     |                                     |  |  |  |  |  |  |  |  |  |  |  |  |  |  |
|  |  |  |  |                                        |                                        |                                        |                                        |                                        |                                        |  |  |  |  |                                       |                                       |                                       |                                       |                                       |                                       |  |  |  |  |                                         |                                         |                                         |                                         |                                         |                                         |          |  |  |  |  |  |                                          |                                          |                                          |                                          |                                          |                                          |  |  |  |  |                                          |                                          |                                          |                                          |                                          |                                          |  |  |  |  |                                     |                                     |                                     |                                     |                                     |                                     |  |  |  |  |  |  |  |  |  |  |  |  |  |  |
|  |  |  |  |                                        |                                        |                                        |                                        |                                        |                                        |  |  |  |  |                                       |                                       |                                       |                                       |                                       |                                       |  |  |  |  |                                         |                                         |                                         |                                         |                                         |                                         | Oghuzové |  |  |  |  |  |                                          |                                          |                                          |                                          |                                          |                                          |  |  |  |  |                                          |                                          |                                          |                                          |                                          |                                          |  |  |  |  |                                     |                                     |                                     |                                     |                                     |                                     |  |  |  |  |  |  |  |  |  |  |  |  |  |  |
|  |  |  |  |                                        |                                        |                                        |                                        |                                        |                                        |  |  |  |  |                                       |                                       |                                       |                                       |                                       |                                       |  |  |  |  |                                         |                                         |                                         |                                         |                                         |                                         |          |  |  |  |  |  |                                          |                                          |                                          |                                          |                                          |                                          |  |  |  |  |                                          |                                          |                                          |                                          |                                          |                                          |  |  |  |  |                                     |                                     |                                     |                                     |                                     |                                     |  |  |  |  |  |  |  |  |  |  |  |  |  |  |
|  |  |  |  |                                        |                                        |                                        |                                        |                                        |                                        |  |  |  |  |                                       |                                       |                                       |                                       |                                       |                                       |  |  |  |  |                                         |                                         |                                         |                                         |                                         |                                         |          |  |  |  |  |  |                                          |                                          |                                          |                                          |                                          |                                          |  |  |  |  |                                          |                                          |                                          |                                          |                                          |                                          |  |  |  |  |                                     |                                     |                                     |                                     |                                     |                                     |  |  |  |  |  |  |  |  |  |  |  |  |  |  |
|  |  |  |  |                                        |                                        |                                        |                                        |                                        |                                        |  |  |  |  |                                       |                                       |                                       |                                       |                                       |                                       |  |  |  |  |                                         |                                         |                                         |                                         |                                         |                                         |          |  |  |  |  |  |                                          |                                          |                                          |                                          |                                          |                                          |  |  |  |  |                                          |                                          |                                          |                                          |                                          |                                          |  |  |  |  |                                     |                                     |                                     |                                     |                                     |                                     |  |  |  |  |  |  |  |  |  |  |  |  |  |  |
|  |  |  |  |                                        |                                        |                                        |                                        |                                        |                                        |  |  |  |  | Bozokové (Sivé šípy)                  | Bozokové (Sivé šípy)                  | Bozokové (Sivé šípy)                  | Bozokové (Sivé šípy)                  | Bozokové (Sivé šípy)                  | Bozokové (Sivé šípy)                  |  |  |  |  |                                         |                                         |                                         |                                         |                                         |                                         |          |  |  |  |  |  |                                          |                                          |                                          |                                          |                                          |                                          |  |  |  |  | Üčokové (Tři šípy)                       | Üčokové (Tři šípy)                       | Üčokové (Tři šípy)                       | Üčokové (Tři šípy)                       | Üčokové (Tři šípy)                       | Üčokové (Tři šípy)                       |  |  |  |  |                                     |                                     |                                     |                                     |                                     |                                     |  |  |  |  |  |  |  |  |  |  |  |  |  |  |
|  |  |  |  |                                        |                                        |                                        |                                        |                                        |                                        |  |  |  |  | Bozokové (Sivé šípy)                  | Bozokové (Sivé šípy)                  | Bozokové (Sivé šípy)                  | Bozokové (Sivé šípy)                  | Bozokové (Sivé šípy)                  | Bozokové (Sivé šípy)                  |  |  |  |  |                                         |                                         |                                         |                                         |                                         |                                         |          |  |  |  |  |  |                                          |                                          |                                          |                                          |                                          |                                          |  |  |  |  | Üčokové (Tři šípy)                       | Üčokové (Tři šípy)                       | Üčokové (Tři šípy)                       | Üčokové (Tři šípy)                       | Üčokové (Tři šípy)                       | Üčokové (Tři šípy)                       |  |  |  |  |                                     |                                     |                                     |                                     |                                     |                                     |  |  |  |  |  |  |  |  |  |  |  |  |  |  |
|  |  |  |  |                                        |                                        |                                        |                                        |                                        |                                        |  |  |  |  |                                       |                                       |                                       |                                       |                                       |                                       |  |  |  |  |                                         |                                         |                                         |                                         |                                         |                                         |          |  |  |  |  |  |                                          |                                          |                                          |                                          |                                          |                                          |  |  |  |  |                                          |                                          |                                          |                                          |                                          |                                          |  |  |  |  |                                     |                                     |                                     |                                     |                                     |                                     |  |  |  |  |  |  |  |  |  |  |  |  |  |  |
|  |  |  |  |                                        |                                        |                                        |                                        |                                        |                                        |  |  |  |  |                                       |                                       |                                       |                                       |                                       |                                       |  |  |  |  |                                         |                                         |                                         |                                         |                                         |                                         |          |  |  |  |  |  |                                          |                                          |                                          |                                          |                                          |                                          |  |  |  |  |                                          |                                          |                                          |                                          |                                          |                                          |  |  |  |  |                                     |                                     |                                     |                                     |                                     |                                     |  |  |  |  |  |  |  |  |  |  |  |  |  |  |
|  |  |  |  | „Günchán“ Kajı Bajat Alkaevli Karaevli | „Günchán“ Kajı Bajat Alkaevli Karaevli | „Günchán“ Kajı Bajat Alkaevli Karaevli | „Günchán“ Kajı Bajat Alkaevli Karaevli | „Günchán“ Kajı Bajat Alkaevli Karaevli | „Günchán“ Kajı Bajat Alkaevli Karaevli |  |  |  |  | „Ajchán“ Jazgır Töker Dodurga Japrılı | „Ajchán“ Jazgır Töker Dodurga Japrılı | „Ajchán“ Jazgır Töker Dodurga Japrılı | „Ajchán“ Jazgır Töker Dodurga Japrılı | „Ajchán“ Jazgır Töker Dodurga Japrılı | „Ajchán“ Jazgır Töker Dodurga Japrılı |  |  |  |  | „Jyldyzchán“ Avšar Kızık Begdili Kargın | „Jyldyzchán“ Avšar Kızık Begdili Kargın | „Jyldyzchán“ Avšar Kızık Begdili Kargın | „Jyldyzchán“ Avšar Kızık Begdili Kargın | „Jyldyzchán“ Avšar Kızık Begdili Kargın | „Jyldyzchán“ Avšar Kızık Begdili Kargın |          |  |  |  |  |  | „Gökchán“ Bajındır Bedženeg Čavdur Čepni | „Gökchán“ Bajındır Bedženeg Čavdur Čepni | „Gökchán“ Bajındır Bedženeg Čavdur Čepni | „Gökchán“ Bajındır Bedženeg Čavdur Čepni | „Gökchán“ Bajındır Bedženeg Čavdur Čepni | „Gökchán“ Bajındır Bedženeg Čavdur Čepni |  |  |  |  | „Dagchán“ Salur Ejmür Alan-jurtlu Üregil | „Dagchán“ Salur Ejmür Alan-jurtlu Üregil | „Dagchán“ Salur Ejmür Alan-jurtlu Üregil | „Dagchán“ Salur Ejmür Alan-jurtlu Üregil | „Dagchán“ Salur Ejmür Alan-jurtlu Üregil | „Dagchán“ Salur Ejmür Alan-jurtlu Üregil |  |  |  |  | „Denizchán“ Igdir Bükdüz Jiva Kınık | „Denizchán“ Igdir Bükdüz Jiva Kınık | „Denizchán“ Igdir Bükdüz Jiva Kınık | „Denizchán“ Igdir Bükdüz Jiva Kınık | „Denizchán“ Igdir Bükdüz Jiva Kınık | „Denizchán“ Igdir Bükdüz Jiva Kınık |  |  |  |  |  |  |  |  |  |  |  |  |  |  |
|  |  |  |  | „Günchán“ Kajı Bajat Alkaevli Karaevli | „Günchán“ Kajı Bajat Alkaevli Karaevli | „Günchán“ Kajı Bajat Alkaevli Karaevli | „Günchán“ Kajı Bajat Alkaevli Karaevli | „Günchán“ Kajı Bajat Alkaevli Karaevli | „Günchán“ Kajı Bajat Alkaevli Karaevli |  |  |  |  | „Ajchán“ Jazgır Töker Dodurga Japrılı | „Ajchán“ Jazgır Töker Dodurga Japrılı | „Ajchán“ Jazgır Töker Dodurga Japrılı | „Ajchán“ Jazgır Töker Dodurga Japrılı | „Ajchán“ Jazgır Töker Dodurga Japrılı | „Ajchán“ Jazgır Töker Dodurga Japrılı |  |  |  |  | „Jyldyzchán“ Avšar Kızık Begdili Kargın | „Jyldyzchán“ Avšar Kızık Begdili Kargın | „Jyldyzchán“ Avšar Kızık Begdili Kargın | „Jyldyzchán“ Avšar Kızık Begdili Kargın | „Jyldyzchán“ Avšar Kızık Begdili Kargın | „Jyldyzchán“ Avšar Kızık Begdili Kargın |          |  |  |  |  |  | „Gökchán“ Bajındır Bedženeg Čavdur Čepni | „Gökchán“ Bajındır Bedženeg Čavdur Čepni | „Gökchán“ Bajındır Bedženeg Čavdur Čepni | „Gökchán“ Bajındır Bedženeg Čavdur Čepni | „Gökchán“ Bajındır Bedženeg Čavdur Čepni | „Gökchán“ Bajındır Bedženeg Čavdur Čepni |  |  |  |  | „Dagchán“ Salur Ejmür Alan-jurtlu Üregil | „Dagchán“ Salur Ejmür Alan-jurtlu Üregil | „Dagchán“ Salur Ejmür Alan-jurtlu Üregil | „Dagchán“ Salur Ejmür Alan-jurtlu Üregil | „Dagchán“ Salur Ejmür Alan-jurtlu Üregil | „Dagchán“ Salur Ejmür Alan-jurtlu Üregil |  |  |  |  | „Denizchán“ Igdir Bükdüz Jiva Kınık | „Denizchán“ Igdir Bükdüz Jiva Kınık | „Denizchán“ Igdir Bükdüz Jiva Kınık | „Denizchán“ Igdir Bükdüz Jiva Kınık | „Denizchán“ Igdir Bükdüz Jiva Kınık | „Denizchán“ Igdir Bükdüz Jiva Kınık |  |  |  |  |  |  |  |  |  |  |  |  |  |  |
|  |  |  |  |                                        |                                        |                                        |                                        |                                        |                                        |  |  |  |  |                                       |                                       |                                       |                                       |                                       |                                       |  |  |  |  |                                         |                                         |                                         |                                         |                                         |                                         |          |  |  |  |  |  |                                          |                                          |                                          |                                          |                                          |                                          |  |  |  |  |                                          |                                          |                                          |                                          |                                          |                                          |  |  |  |  |                                     |                                     |                                     |                                     |                                     |                                     |  |  |  |  |  |  |  |  |  |  |  |  |  |  |
|  |  |  |  |                                        |                                        |                                        |                                        |                                        |                                        |  |  |  |  |                                       |                                       |                                       |                                       |                                       |                                       |  |  |  |  |                                         |                                         |                                         |                                         |                                         |                                         |          |  |  |  |  |  |                                          |                                          |                                          |                                          |                                          |                                          |  |  |  |  |                                          |                                          |                                          |                                          |                                          |                                          |  |  |  |  |                                     |                                     |                                     |                                     |                                     |                                     |  |  |  |  |  |  |  |  |  |  |  |  |  |  |
|  |  |  |  | Totem Káně                             | Totem Káně                             | Totem Káně                             | Totem Káně                             | Totem Káně                             | Totem Káně                             |  |  |  |  | Totem Orel                            | Totem Orel                            | Totem Orel                            | Totem Orel                            | Totem Orel                            | Totem Orel                            |  |  |  |  | Totem Orel jestřábí                     | Totem Orel jestřábí                     | Totem Orel jestřábí                     | Totem Orel jestřábí                     | Totem Orel jestřábí                     | Totem Orel jestřábí                     |          |  |  |  |  |  | Totem Moták pochop                       | Totem Moták pochop                       | Totem Moták pochop                       | Totem Moták pochop                       | Totem Moták pochop                       | Totem Moták pochop                       |  |  |  |  | Totem Poštolka rudonohá                  | Totem Poštolka rudonohá                  | Totem Poštolka rudonohá                  | Totem Poštolka rudonohá                  | Totem Poštolka rudonohá                  | Totem Poštolka rudonohá                  |  |  |  |  | Totem Jestřáb lesní                 | Totem Jestřáb lesní                 | Totem Jestřáb lesní                 | Totem Jestřáb lesní                 | Totem Jestřáb lesní                 | Totem Jestřáb lesní                 |  |  |  |  |  |  |  |  |  |  |  |  |  |  |
|  |  |  |  | Totem Káně                             | Totem Káně                             | Totem Káně                             | Totem Káně                             | Totem Káně                             | Totem Káně                             |  |  |  |  | Totem Orel                            | Totem Orel                            | Totem Orel                            | Totem Orel                            | Totem Orel                            | Totem Orel                            |  |  |  |  | Totem Orel jestřábí                     | Totem Orel jestřábí                     | Totem Orel jestřábí                     | Totem Orel jestřábí                     | Totem Orel jestřábí                     | Totem Orel jestřábí                     |          |  |  |  |  |  | Totem Moták pochop                       | Totem Moták pochop                       | Totem Moták pochop                       | Totem Moták pochop                       | Totem Moták pochop                       | Totem Moták pochop                       |  |  |  |  | Totem Poštolka rudonohá                  | Totem Poštolka rudonohá                  | Totem Poštolka rudonohá                  | Totem Poštolka rudonohá                  | Totem Poštolka rudonohá                  | Totem Poštolka rudonohá                  |  |  |  |  | Totem Jestřáb lesní                 | Totem Jestřáb lesní                 | Totem Jestřáb lesní                 | Totem Jestřáb lesní                 | Totem Jestřáb lesní                 | Totem Jestřáb lesní                 |  |  |  |  |  |  |  |  |  |  |  |  |  |  |
|  |  |  |  |                                        |                                        |                                        |                                        |                                        |                                        |  |  |  |  |                                       |                                       |                                       |                                       |                                       |                                       |  |  |  |  |                                         |                                         |                                         |                                         |                                         |                                         |          |  |  |  |  |  |                                          |                                          |                                          |                                          |                                          |                                          |  |  |  |  |                                          |                                          |                                          |                                          |                                          |                                          |  |  |  |  |                                     |                                     |                                     |                                     |                                     |                                     |  |  |  |  |  |  |  |  |  |  |  |  |  |  |
|  |  |  |  |                                        |                                        |                                        |                                        |                                        |                                        |  |  |  |  |                                       |                                       |                                       |                                       |                                       |                                       |  |  |  |  |                                         |                                         |                                         |                                         |                                         |                                         |          |  |  |  |  |  |                                          |                                          |                                          |                                          |                                          |                                          |  |  |  |  |                                          |                                          |                                          |                                          |                                          |                                          |  |  |  |  |                                     |                                     |                                     |                                     |                                     |                                     |  |  |  |  |  |  |  |  |  |  |  |  |  |  |

### Oguzské kmeny podle eposu Mahmúda Kašgarského
- V epose od Mahmúda Kašgarského Divân-ı Lügati't-Türk[3]napsaného v 11. století se uvádí:

| „ | …ve svazu Oguzů je 22 divizí… | “ |

| Pořadí | Oguzská konfederace Turkmenských kmenů podle Divân-ı Lügati't-Türk                                                                                      | Tamgy |
| ------ | --- | ----- |
| 01     | První a hlavní: jsou Kynykové, dnes kagani. |       |
| 02     | Druhý: Kayıové jinak v literatuře nazýváni Kai, Kaj → Kajlar. Zejména kmenové symboly Bulharského klanu Dulo a Oguzského kmene Qayп → Kajy jsou stejné. |       |
| 03     | Třetí: Bajundurové také Bajyndyr, v literatuře zvaný Baian, Bajan.                                                                                      |       |
| 04     | Čtvrtý: Iwaové také nazýváni Jıwa, Jiva. |       |
| 05     | Pátý: Salgurové → Salur. |       |
| 06     | Šestý: Avšarové → také Afšar, Avšarské kmeny. |       |
| 07     | Sedmý: Begtiliové → také Begdili nebo Bejdili. |       |
| 08     | Osmý: Bügdüzové. |       |
| 09     | Devátý: Bajati |       |
| 10     | Desátý: Jazgyrové. |       |
| 11     | Jedenáctý: Ejmür → také Ejmir. |       |
| 12     | Dvanáctý: Karabölükové → také Karaevli. |       |
| 13     | Třináctý: Alkabölükové → také Alkaevli. |       |
| 14     | Čtrnáctý: Igdırové také nazýváni İgder, İgdir a Igder.                                                                                                  |       |
| 15     | Patnáctý: Juregirové také nazýváni Jüregir. |       |
| 16     | Šestnáctý: Tutırkaové → Dondurga. |       |
| 17     | Sedmnáctý: Ulajundlugové také nazýváni Alajund, Alan-jurtlu také Alajurtlu.                                                                             |       |
| 18     | Osmnáctý: Tügerové také nazýváni Düver, Düğer, Töker nebo Tüker.                                                                                        |       |
| 19     | Devatenáctý: Bečenekové také nazýváni Bečenekiči, Pečenek, Pečeneg.                                                                                     |       |
| 20     | Dvacátý: Čuvaldarové také nazýváni Čavundurové. |       |
| 21     | Jednadvacátý : Čepniové → Turkický kmen Bektašiů?. |       |
| 22     | Dvaadvacátý: Čaruklukové v malém počtu, jejich záznamy jsou málo dostupné.                                                                              |       |

### Zákony a tradice
Töre je sbírka povinných tradic a zvyků. Ochonsko-Jenisejské záznamy říkají, že stát nemůže existovat bez Töre. V epose Mahmúda Kašgarského, Divân-ı Lügati't-Türk napsaného v 11. století se uvádí: 
| „                                             | …slovo Töre se vysvětluje jako hlavní místo v domě, toto slovo v základním smyslu se používá jako zvyk, tradice… | “ |
| — Mahmud al-Kāshgharī „Divân-ı Lügati't-Türk“ | |   |

Podle Ziju Gökalpa mohou mít slova Töre a Türk jeden kořen. Azgar Muchamadiev to potvrzuje nalezenými numismatickými mincemi: první Turanské mince používají „trgi“ k označení „státu“ → „zákona“
Podle tohoto konceptu, slovo Türk znamená dodržování Töre. Töre existovalo ve všech stepích, a bylo kompilováno během tisíce let. Seldžukové a Osmani nazývali tradice, které zanechaly jejich předci „Oguz-Töre“. Nicméně, Töre se skládá nejen z tradic Oguzů, ale je nedílnou součástí celého Turkického světa. Podle historických pramenů náležejících k Hunům, Turkutům, Chazarům, Oguzům a Bulgarům, Turkičtí muži, byli zpravidla dlouhovlasý a jako projev úcty měli zvyk sundávat pokrývku hlavy.

### Kultura a literatura
Jeden z dávných Turkických dastanů byl o slavném hrdinovi Alp Er Tungovi (turecky Alp Er Tunga destanı). V práci Šáhnáme básníka Firdausího (11. století) je zmíněn pod názvem „Afrasiab“. Žil po staletí v paměti Turků, jeho památka byla poctěná podle svátků Yog’i. Některé z vládnoucích rodin Turkiců (Karachánové, Ujguři, Seldžukové) se vztahují k němu. Kniha Dede Korkut (turecky Dede Korkut Kitâbı) se považuje za součást starověkých Oguzských dastanů. Zaujímá důležité literární místo kvůli svému popisu společnosti stepních Turků: jejich organizace, sociální struktury, tradice a zvyky. Další dastan, popisující život stepních Turků, je dastan o Manasovi (turecky Manas destanı), typickém hrdinovi v období Alp Era Tungu.

### Náboženství
Představy Turků o „Boží rozvinutosti“ směrovali k větší podstatě bytí představeného v materiální obloze. V Ochonských nápisech je výraz, který odhaluje turkické kosmogonie v jedné větě:

„Use Kek Tangri asra yagyz yir kylyndykta ikin ara kishi oglu kylynmysh“
„Když Bůh stvořil modrou oblohu nahoře a zemi dole, také mezi nimi byl stvořen člověk“
Zde uvedený Kek Tangri je Bůh → Nebe. Taky v průběhu doby Turkutů, Nebe pokrývající zemi a vládnoucí všem na zemi, byl v očích stepních národů Bůh. V 10. století měli Oguzové přesvědčení podobné tomuto. Na základě informací Ibn Fadlána, když Oguzové čelí nespravedlivému zacházení nebo měli jakékoli potíže, dívali se na oblohu a řekli: „Bože!“. Základní turkické vyznání neměla antropomorfismi.

## Počátky

### Sia-číňané, Ting-lingové, Siung-nuové
Pradomovinou několika kmenových svazů, které se seskupili do konfederace středověkých Og-uz'ů nazývaných také Uz'ové, byla oblast v dnešním Mongolsku a Ruské Burjatské autonomní oblasti u povodí řeky Selengy v okolí jižní části Bajkalu. .
Podle mnoha historiků se použití slova „Oguz“ datuje do příchodu Asijštích Hunů (220 př. n. l.). Titul „Oguz“ byl dán Mao Tunu (Oguz kagan), zakladateli říše Asijských Hunů, který je často považován za první turkickou politickou entitu ve Střední Asii.
L.Torday ve své publikaci uvádí:
| „                                                              | Historie Oguzů – Uzů sahá do roku 178–177 př. n. l. když Mao Tun šan-jü, sjednocený lid na západ od Wu-sun'ů nazval Chu-čieh Nová výslovnost tohoto přepisu naznačuje, že to byly předkové Ogur'ů – Oguz'ů | “ |
| — L.Torday, „Jízdní lukostřelci„ Počátky historie Střední Asie | |   |

Pravděpodobně měli souvislost s čínskými kmeny na východě.

### Turkutské kaganáty

#### První Turkutský kaganát (Turkuti)

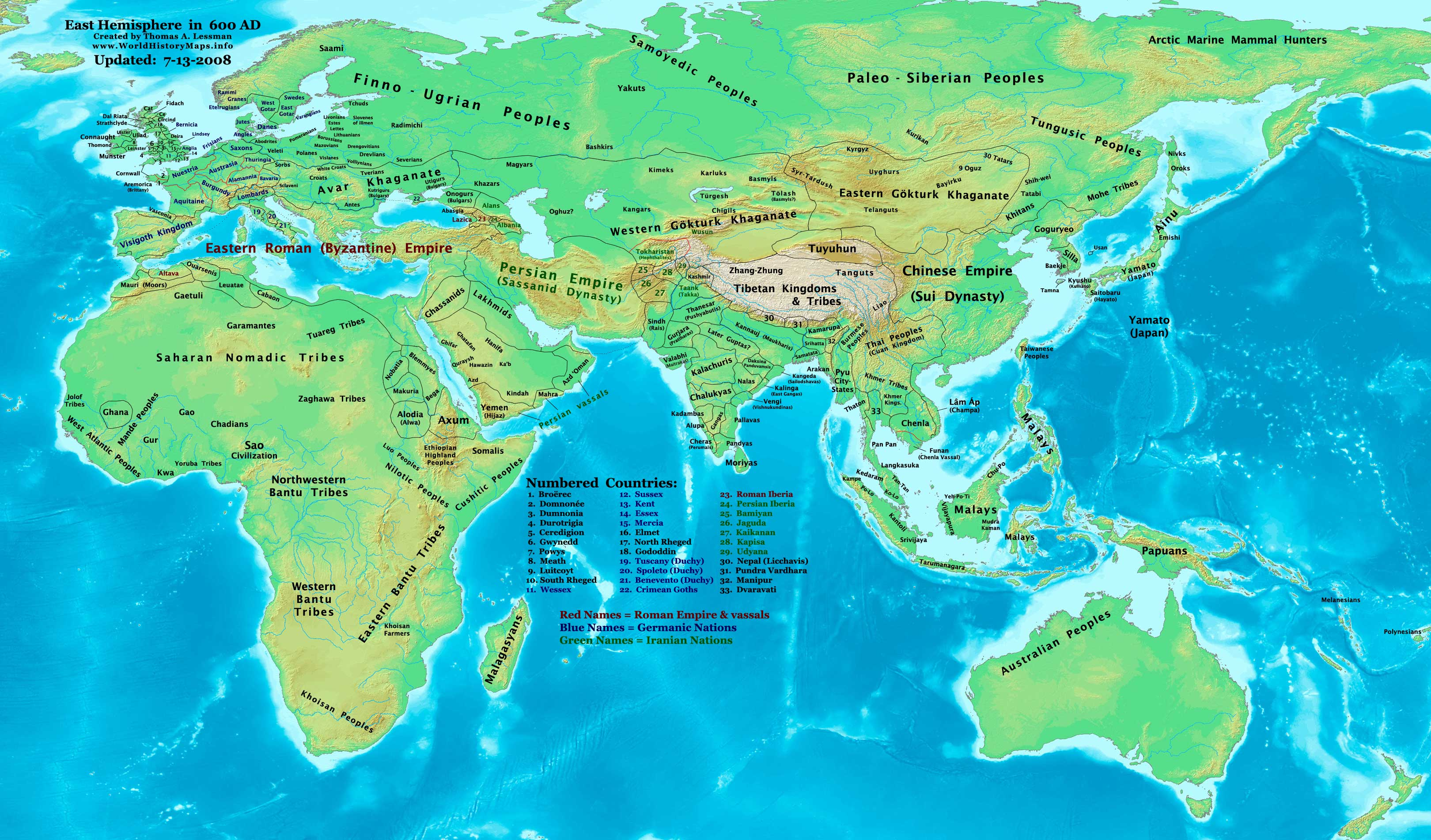
Asie kolem roku 600

V 6.–9. století Oguzové žili v oblasti řeky Selenga, jež od roku 500 byli členy turkických kmenů a později taky Turkutských kaganátů.
V době nepokojů, které začaly v roce 630, padla vláda Východoturkutského kaganátu. V oblasti řek Tolga a Selenga, se Oguzové spojili do unie a vytvořili První Ujgurský kaganát (autonomie Wej-cheů (15 Ujgurských kmenů)  v období bezvládí Tukutů).

#### Kutlukský kaganát (Modří Turci)
V roce 682 ve válce u Kravího jezera (turecky Inek gölü) byli v tomto autonomním kaganátě poraženi Kutluk-kaganem (682–691–4) . Znepokojeni s Kutlukovým vítězstvím, se Oguzové pokusili o spolupráci s číňany a kitany. Útok, který byl zahájen z Tonjukukova  stanoviště na pobřeží Kravího jezera, proběhl pro Turkuty úspěšně a eliminoval nebezpečí Oguzů. Později byl vládci Oguzského kaganátu který zemřel v této bitvě, Baz-kaganovi (???–682) , postaven památník-balbal, přímo v Kutlukově hrobce.
V důsledku Bäkčor Kapagan-kaganových (691–4–716) vojnových tažení proti oguzským kmenům, které byl nucen provést v roce 715, byl všechen jejich skot zabit. V roce 716 vypukla vzpoura 9 Oguzů (Tokuz Oguzové) a nastala smrt Kutlukova bratra Bäkčora. Kutlukův syn Kül-tegin (716–731)  učinil 5 vojnových tažení proti Oguzům, u čtyř z nich se účastnil i Mokilian-kagan (716–734). V témže roce jeden z oguzských kmenů – Bajirkuové → Bajir-gur (Pa-jie-ku) – byl podroben hrozným způsobem.

Vojevůdce Tonjukuk společně s Kutlukem zabili mnoho Číňanů na jihu, Kitajů na východě, Oguzů na severu. Ale Oguzové nadále pokračovali bojích. I v roce, kdy z důvodu sucha zemřela spousta jejich zvířat , odhodlal se Mokilian k vojenskému tažení. 3 Oguzové → (Üč Oguzové → Karlukové), kteří napadli Ötüken, byli ze aliance vyřazeni. Oguzové se spojili s Tatary a válku začali ze zálohy, ale utrpěli porážku v boji u Agu, po němž masy Oguzů opustily zemi a uprchly na jih k čínskému příhraničí (717–718).

### Ujgurský kaganát
Před vytvořením Druhého ujgurského kaganátu, vůdce Ujgurů Bajan Čör (v čínských zdrojích známý jako kagan Mojan Čör), jež stál v čele Oguzů, nesl titul tegina. O něco později Oguzové nabrali na vážnosti vůči kaganátu. Tentokrát se jednalo o část z 8-Oguzů-Tatarů (Najmani). Mezi roky 747–750 si v Burgu a na břehu Selengy Bajan Čör-tegin podrobil Oguzy, kteří se připojili k 30 Oguzům-Tatařům. Překročením Selengy Oguzové ustoupili.
Pozdější informace o osudu Oguzů v jejich rodné zemi nejsou dostatečné, ale je jisté že přesídlili západním směrem. Členové domorodého svazu Oguzů přesídlili ve velkém množství z Orchonské oblasti do okolí Talasu a poté k Syrdarji. Dialekt Oguzů se oddělil od východoturkického dialektu spřed devátého století, a do jedenáctého století jazyk Oguzů ze Syrdarje se liší od východoturkických jazyků v lexikonu a výslovnosti.

## Oguzský jabguluk

### Karlukové
V roce 758 Karlukové stanovili nadvládu v západní oblasti Talasu za pouhých sedm až osm let s hlavním městem Balasagun. Název „Turkmen“ začal být používán jako politický. Pokračovali v uznání nadřazenosti Ötükenu (Druhého ujgurského kaganátu). Karlukští cháni přiřadili svůj rodokmen vládnoucí dynastii Turkutského kaganátu, Ašinovské dynastie. Do té doby většina z Üč-Karlukské (Üč-Oguzové, Tři Karlukové) konfederace opustila Altaj a prvenství v Žety-su přešlo na karlukské kmeny. V roce 766, poté co karlukské kmeny obsadily Türgešský kaganát v Žety-su, vytvořili chanát soustředěný pod vládou Jabguho, obsadili Sujab a přenesli tam svoje centrum. V té době žila Oguzská konfederace v údolí řeky Ču, kde ležela jejich rezidence Stará Guzie. Poté, co prohrála boj s Karluky o vedoucí pozice v Türgešském kaganátě, významná část Žety-suštích Oguzů zůstává na úpatí pohoří Karatau a údolí řeky Ču v Issyk Kulské kotlině. V roce 770 jejich větší část odešla k západu do Máveraünnehiru (Transoxanie).
Počátkem 9. století konfederace Oguzů, v spojenectví s Karluky a Kimaky, dobytím dolního toku Syrdarje a aralských stepí dobyli Kangaře a Pečeněhy, a tím zničili Kangarskou unii. Tyto kočovné kmeny Syrdarštích Kangarů byly nucené se připojit k Oguzům. Oguzové z aralských stepí vytlačili Pečeněhy z oblasti řek Emba a Ural dále na západ.
O útoku Oguzů na kmeny 9 Oguzů u Ušrusany (mezi Syrdarjou a Samarkandem) v létech 820–821 se zmiňuje Al-Tabari.
Koncem 9. století pak ve spojenectví s Chazary porazili Pečeněhy a pronikli do meziříčí mezi Volhou a Uralem. Část Pečeněhů se stěhovala na západ, k severní oblasti Černého moře. Oguzové přesunuli svoje centrum do Jangikentu (turecky Jenikent → Nové město) u Syrdarje. Boje s Pečeněhy pokračovaly i v 10. století.
V první polovině 10. století žili v „Oguzských stepích“ (Mafazul-Guzija) u Syrdarje, ve městech Karadžuk (Faráb)  a Sajram (Šymkent). Podle islámských geografů (Al-Balči, Istačri, Ibn-Haukal) a Chudud ul-Alem, se území Oguzů rozšířila do Kaspického moře na západě  do města Jurgenč (Ürgenč) na jihu, do osady Džit na severozápadě a Baratekin na jih od Aralského jezera, na sever od Buchary  v Máveraünnehiru (Transoxanie) a do města Sabran u úpatí Karadžukských hor.

### Karachánové a islám
Někdy v tomto období přijali Oguzové islám a stali se spojenci středoasijské muslimské dynastie Sámánovců ze Sogdiany. Oguzové společně s Emírem Ismáílem Sámáním (892–907) bojují proti Karlukům (Karachánové 840/940–1212)  v Žety-su a u Talasu . Další tažení v roce 903 dále zabezpečilo Sámánídské hranice vůči karlukským nájezdům, a dovolilo muslimštím misionárům rozšířit své aktivity v regionu. Ve stejné době, Ahmadův (907–914, Ismailův syn) oguzský generál Simdžúr přijal v Zarangu kapitulaci Al-Mu'addala . Simdžúr byl pak dosazen jako guvernér Sístánu. Chórezm na severu byl rozdělen, jižní část zůstala pod autonomií Afrigidštích vládců , zatímco severní část byla řízena Sámánidským úředníkem. Rok 940 je považován za konec kaganátu Karluků a jeho přímým pokračováním byla následná říše Karachánů.
V roce 950 zavedli Oguzský jabguluk čili Oguzské knížectví , jež vytrvalo do roku 1040. Zakladatelem byl Kül Erkin-chán (950–????). Tvořily ho kmeny kočovné, polokočovné i částečně usedlé. Celkově se jednalo o 24 kmenů, rozdělených na dvě uskupení po 12 – Üčoky a váženější Bozoky. Rozhodující vliv měla kočovnická šlechta, vlastnící velká stáda. V čele byl jabgu (džabgu, možná obojí výslovnost), což ovšem v hierarchii kočovnických vládců není titul úplného suveréna. Trůn byl dědičný, přesto byl ale vládce volen celonárodním shromážděním. Jeho zástupcem byl kül-erkin, následník měl titul inal, armádě velel sübaši. Centrem říše byl Jangikent na dolním toku Syr-darje.
V roce 960 Oguzové a Sámánové porazili Karluky čili Karachány a také je přiměli přestoupit k islámu. Oguzové v té době obývali step v oblasti řek Sarysu, Torgaj a Emba, na východě až k severním břehům jezera Balchaš. Zřejmě až v této době dochází k plné konsolidaci a dotvoření svazu.
Jedna část Oguzů, jenž do té doby byla pod nadvládou Sámánovců v pozici otroka (mamlúk), převzala nad svými pány vládu a založila Gaznovskou říši (963–1187). Za zakladatele dynastie Gaznovců se považuje Alp Tegin, který byl také velitelem samánovské armády.
V roce 965 se Oguzové stali spojenci kyjevského knížete Svjatoslava v boji proti Chazarům v Povolží. V roce 985 opět ve spojenectví s kyjevským knížetem Vladimírem porazili Povolžské Bulhary, což zvýšilo politickou moc Oguzského státu.
V tomto období se jejich říše rozkládala od Povolží po střední tok Syrdarje a byla na vrcholu moci. Jejich severním sousedem byl mocný kaganát Kimäků, se kterým ale měli v této době přátelské styky. Jejich jižním sousedem bylo polonezávislé knížectví v Chórezmu, do roku 1002 spravované Símdžúrovskou dynastií, což byli vojenští vůdcové a guvernéři původem z oguzských otroků (mamlúk) taktéž pod navládou sámánovců. Vzpoury vůči šlechtě se staly obzvláště silnými v druhé polovině 10. století, během vlády Ali Jabgu-chána (????–1040). Rozkol mezi vládnoucí větví Oguzů a Oguzskými Seldžuky se ukázal být na újmu státu.